# 佐伯弥生バイパス
佐伯弥生バイパス（さいきやよいバイパス）は、大分県佐伯市を通る延長6.38 kmの国道217号のバイパスである。

## 概要
大分県佐伯市の佐伯駅前から佐伯市弥生（旧弥生町）大字小田に至る。
佐伯市市中心部での交通渋滞を解消するために、1997年（平成9年）に事業開始。2009年（平成21年）6月に開通した東九州自動車道佐伯ICへのアクセス道としての役割も担っている。
2008年（平成20年）に約0.3 kmが先行して開通していたが、2009年（平成21年）11月30日に脇 - 高畑間の約1.6 kmが部分開通。この区間は本来、2008年（平成20年）10月のチャレンジ!おおいた国体までの開通を計画していたが、用地買収の難航で約1年ずれ込んだ。
2015年度（平成27年度）以降、現道の課題改善を理由に第3工区延長1,405 m区間の開通および第1工区区間4車線化を残して事業休止している。

### 路線データ
- 起点：大分県佐伯市駅前[1][2]
- 終点：大分県佐伯市弥生大字小田[1][2]
- 延長：6.38 km[1][2]
- 規格：第4種第1級[2]
- 道路幅員：13 m（暫定2車線）・27 m（完成4車線）[2]
- 車線数：完成4車線（暫定2車線）[1][2]
- 設計速度：60 km/h[2]

## 沿革
- 2008年（平成20年）：約0.3 kmが供用開始。
- 2009年（平成21年）11月30日[5]：脇 - 高畑間（約1.6 km）供用。
- 2010年（平成22年）10月5日：高畑 - 白坪間供用[6]。
- 2013年（平成25年）3月5日：古市 - 小田（弥生）間（1.735 km）供用[2][1][3]。

## 路線状況

### 道路施設

#### トンネル
- 臼坪トンネル（うすつぼトンネル・延長769 m、2006年〈平成18年〉8月4日貫通、2010年〈平成22年〉完成）[2][6][7][8][9]
- 鶴岡トンネル（つるおかトンネル・延長797 m、2009年〈平成21年〉完成）[2][5][8][9]
- 栂牟礼トンネル（とがむれトンネル・延長642 m、2012年〈平成24年〉完成）[2][8][9][10]